# Alyssa Meyer
Alyssa Meyer (15 de enero de 1995) es una deportista alemana que compite en remo. Ganó una medalla de plata en el Campeonato Europeo de Remo de 2020, en la prueba de ocho con timonel.

## Palmarés internacional
| Campeonato Europeo | Campeonato Europeo | Campeonato Europeo | Campeonato Europeo |
| Año                | Lugar              | Medalla            | Prueba             |
| ------------------ | ------------------ | ------------------ | ------------------ |
| 2020               | Poznań (Polonia)   | Medalla de plata   | Ocho con timonel   |